# Ptilinopus arcanus
Ptilinopus arcanus là một loài chim trong họ Columbidae. Nó đặc hữu đảo Negros của Philippines. Mẫu vật duy nhất được biết đến là một con mái thu thập ở sườn núi Kanlaon.